# Leucochimona
Leucochimona es un género de mariposas de la familia Riodinidae.

## Descripción
Especie tipo por designación original Papilio philemon Cramer, 1775.

## Diversidad
Existen 10 especies reconocidas en el género, 9 de ellas tienen distribución neotropical.

## Plantas hospederas
Las especies del género Leucochimona se alimentan de plantas de las familias Rubiaceae, Onagraceae. Las plantas hospederas reportadas incluyen los géneros Spermacoce, Coccocypselum, Diodia, Palicourea, Ludwigia, Coussarea, Faramea, Psychotria, Rudgea.